# Thysanodesma
Thysanodesma és un gènere d'arnes de la família Crambidae.

## Taxonomia
- Thysanodesma major Butler, 1889
- Thysanodesma praeteritalis (Walker, 1859)